# 于庆成
于庆成（1944年—），天津蓟县人，中国雕塑家，擅长泥塑，第九、十届全国政协委员。1996年被联合国科教文组织授予“民间工艺美术大师”称号。